# Disegna con Fiore
Disegna con Fiore è stato un programma televisivo italiano trasmesso su Super! dal 3 settembre 2012 condotto da Fiore Manni. Si trattava di uno spin-off del programma Camilla Store.

## Il programma
Fiore insegnava come disegnare i personaggi dei manga.

## Edizioni
| Edizione | Inizio           | Fine            | Rete televisiva | Puntate | Giorno | Conduzione  |
| -------- | ---------------- | --------------- | --------------- | ------- | ------ | ----------- |
| 1        | 3 settembre 2012 | 5 novembre 2012 | Super!          | 10      | Lunedì | Fiore Manni |
| 2        | 29 aprile 2013   | 1º luglio 2013  | Super!          | 10      | Lunedì | Fiore Manni |